# Опасное пробуждение
«Опасное пробуждение» (англ. Wake in Fright) — австралийско-американский психологический триллер 1971 года, экранизация одноимённого романа австралийского писателя Кеннета Кука, опубликованного в 1961 году. Фильм, рассказывающий о погружении молодого учителя из австралийской глубинки в пучину алкоголизма и насилия в незнакомом городе, получил всеобщее признание и является одним из немногих, заслуживших стопроцентное одобрение на агрегаторе Rotten Tomatoes.
Премьера фильма состоялась на Каннском кинофестивале 1971 года, где фильм входил в конкурсную программу (под первоначальным названием Outback). В 2009 году отреставрированная версия фильма была снова показана в Каннах в рамках программы Cannes Classic, будучи отобранной Мартином Скорсезе, на которого фильм произвёл большое впечатление. Фильм стал одним из двух в истории фестиваля, который был показан на нём дважды (наряду с «Приключением» Антониони).
В 2017 году вышла новая экранизация того же романа в виде одноимённого двухсерийного мини-сериала.

## Сюжет
Молодой учитель Джон Грант работает в далёком австралийском посёлке Тибунда и тяготится своим положением: его девушка живёт в Сиднее, однако в случае, если он захочет оставить работу в Тибунде, ему придётся выплатить долг за обучение. Наступают рождественские каникулы, и молодой человек отправляется в Сидней, в ожидании самолёта останавливаясь на одну ночь в городке Бунданйабба (называемом местными жителями просто Ябба). Вечером в баре он знакомится с полицейским Джоком Кроуфордом, который щедро угощает его пивом, а также с местным врачом-алкоголиком Тайдоном. Впервые увидев азартную игру в ту-ап, Джон сперва выигрывает крупную сумму, однако затем, решив рискнуть и выиграть ещё больше, чтобы уже не возвращаться в Тибунду, он делает ставку и проигрывает все свои деньги.
На следующий день Джон, оставшись без денег, не улетает в Сидней. Он заходит на биржу труда, но та закрыта. Вновь пойдя в бар, Джон знакомится с Тимом Хайнесом, который также щедро угощает молодого человека пивом, играет с ним в бильярд и наконец приводит к себе в дом, где он живёт с дочерью Джанеттой. Джон и Тим продолжают выпивать и вскоре к ним присоединяются знакомые Тима. Пьянка продолжается всю ночь. Тяготясь разговорами о собаках и охоте, Джон проводит время с Джанеттой, которая предлагает Джону пойти прогуляться и пытается соблазнить его, ложась на землю и расстегивая платье. Джону, однако, становится плохо от выпитого, и они возвращаются в дом, где продолжается гулянка.
Наутро Джон просыпается в грязной хибаре, где живёт Док Тайдон. Тот рассказывает Джону о том, что он по образованию врач, но не может официально работать, будучи алкоголиком. Поэтому он лечит тех, кто к нему обращается, не беря с них денег, и живёт за счёт друзей. Тайдон также рассказывает Джону о своей давней связи с Джанеттой. К Тайдону приезжают его приятели Джо и Дик, и вся компания отправляется на охоту на кенгуру, которая продолжается и ночью при свете прожектора. Приятели убивают множество животных, а Джон, по примеру одного из них, пытается убить одного кенгуру своими руками, схватив и зарезав его. После охоты продолжается пьянка, перерастающая в драку.
Утром Джон возвращается в город и забирает в баре свои чемоданы, а затем пробирается автостопом в сторону Сиднея. На одной из стоянок он находит грузовик и, считая, что тот едет в Сидней, просит подвезти его до города, однако позже оказывается, что водитель вновь привёз Джона в Яббу. Разъярённый воспоминаниями о Тайдоне и его рассказами о Джанетте, Джон идёт в хижину Тайдона с ружьём, подаренным ему во время охоты. В хижине никого нет. В ожидании Тайдона Джон отчаивается и решает покончить с собой. Когда входит Тайдон, Джон стреляет, но лишь ранит себя в голову.
В больнице к Джону приходит Кроуфорд, которому Джон подписывает протокол о том, что он ранил себя в результате несчастного случая. Выписавшегося из больницы Джона встречает Тайдон, который отводит его на железнодорожную станцию. Джон возвращается в Тибунду, где его знакомый встречает его вопросом о том, хорошо ли тот провёл каникулы.

## В ролях
| Актёр           | Роль           |
| --------------- | -------------- |
| Гэри Бонд       | Джон Грант     |
| Дональд Плезенс | Док Тайдон     |
| Чипс Рафферти   | Джок Кроуфорд  |
| Эл Томас        | Тим Хайнс      |
| Сильвия Кей     | Джанетта Хайнс |
| Питер Уиттл     | Джо            |
| Джек Томпсон    | Дик            |
| Джон Мейллон    | Чарли          |
| Дон Лейк        | Джойс          |
| Мэгги Динс      | администратор  |
| Роберт Макдарра | Пиг Айз        |

## Критика
Несмотря на споры о том, мог ли режиссёр-неавстралиец снять достойный фильм про Австралию и не сгустил ли Котчефф краски, сам Котчефф отметил, что три австралийских режиссёра — Скеписи, Бересфорд и Уир — похвалили его работу, назвав её выдающейся (англ. seminal).